# Четатя Сигишоара
Четатя Сигишоара (на румънски: Cetatea Sighişoara) е стар исторически център в град Сигишоара, окръг Муреш, Румъния, построен през 12 век от саксонските заселници под латинското име Castrum Sex, като оттогава е останал сравнително непроменен, в сравнение с други градове с подобни центрове. През 1999 г. влиза в списъка на Световното културно и природно наследство на ЮНЕСКО.
1. ↑  whc.unesco.org